# علم الدين المعرفي
علم الدين المعرفي هو دراسة الفكر والسلوك الديني من منظور العلوم المعرفية والتطورية. يستخدم المجال أساليب ونظريات من مجموعة واسعة من التخصصات، بما في ذلك: علم النفس المعرفي وعلم النفس التطوري وعلم الإنسان المعرفي والذكاء الاصطناعي والإلهيات العصبية وعلم النفس التنموي وعلم الآثار. يسعى الباحثون في هذا المجال إلى شرح كيفية اكتساب عقول البشر للأفكار والممارسات والخطط الدينية وتوليدها ونقلها عن طريق القدرات المعرفية العادية.

## التاريخ
على الرغم من أن الدين كان موضوع دراسات علمية جادة منذ أواخر القرن التاسع عشر على الأقل، إلا أن دراسة الدين كظاهرة معرفية حديثةٌ نسبيًا. بينما تعتمد دراسته في الغالب على الأبحاث السابقة في علم إنسان الدين وعلم الاجتماع الديني، فإن العلم المعرفي للدين يأخذ في الاعتبار نتائج ذلك العمل في سياق النظريات التطورية والمعرفية. على هذا النحو، لم يكن العلم المعرفي للدين ممكنًا لولا الثورة المعرفية في الخمسينيات وتطور علم الأحياء الاجتماعي، بدءًا من سبعينيات القرن الماضي، وغيره من المناهج التي تفسر السلوك الإنساني بمصطلحات تطورية، وخاصة علم النفس التطوري.
تنبأ دان سبيربر بالعلم المعرفي للدين في كتابه في عام 1975 بعنوان «إعادة التفكير في الرمزية»، لكن أول بحث يندرج في نطاق هذا التخصص نُشر خلال الثمانينيات. من ضمن هذا العمل، هناك «نظرية الإدراك المعرفي للدين» التي وضعها ستيوارت إي. غوثري، وكانت ضرورية لدراسة أهمية التجسيم في الدين، وهو عمل أدى في النهاية إلى تطوير مفهوم فرط نشاط جهاز الكشف عن الوكالة - وهو مفهوم رئيسي في العلم المعرفي للدين.
من الممكن أن البداية الحقيقية لعلم الدين المعرفي تعود إلى التسعينيات. خلال ذلك العقد، نُشر عدد كبير من الكتب والمقالات ذات التأثير الكبير والتي ساعدت على وضع أسس علم الدين المعرفي. وشملت تلك: «إعادة التفكير في الدين: ربط الإدراك والثقافة وإحياء الطقوس: الأسس النفسية للأشكال الثقافية» بقلم إي. توماس لوسون وروبرت مكولي، و«طبيعية الأفكار الدينية» من تأليف باسكال بوير، و«داخل الطائفة» و«الحجج والأيقونات» من تأليف هارفي وايتهاوس، ونظريات غوثري السابقة في «وجوه في الغيوم». في تسعينيات القرن العشرين، اكتشف هؤلاء الباحثون وغيرهم، الذين كانوا يعملون بشكل مستقل في مجموعة متنوعة من التخصصات المختلفة، أعمالَ بعضهم ووجدوا أوجه تشابه قيّمة بين مناهجهم، ما أدى إلى بدء اندماج شيء من تقاليد أبحاث الإدراك الذاتي. بحلول عام 2000، توضّحت ملامح المجال بشكل جيد لجاستن باريت لصياغة مصطلح «العلم المعرفي للدين» في مقاله «استكشاف الأسس الطبيعية للدين».
منذ عام 2000، نما العلم المعرفي للدين، على غرار المناهج الأخرى التي تطبق التفكير التطوري على الظواهر الاجتماعية. كل عام يشارك المزيد من الباحثين في هذا المجال، ما يؤدي إلى مواصلة التطورات النظرية والتجريبية بخطى متسارعة. ما يزال المجال معرّفًا بشكل فضفاض، إذ يجمع الباحثين الذين ينتمون إلى مجموعة متنوعة من التقاليد المختلفة. لا يأتي معظم التماسك في هذا المجال من الالتزامات النظرية المفصلة والمشتركة ولكن من الرغبة العامة في النظر إلى الدين من الناحية المعرفية والتطورية وكذلك من الرغبة في الانضمام إلى عمل الآخرين الذين يطورون هذا المجال. تلعب الجمعية الدولية للعلوم المعرفية للدين -تشكّلت في عام 2006- دورًا حيويًا في إشراك الباحثين.

## الأساس النظري
على الرغم من عدم وجود اتفاق بشأن الأساس النظري للعمل في العلوم المعرفية للدين، فمن الممكن تحديد بعض التوجّهات. أهم تلك التوجهات هو الاعتماد على النظريات التي طوّرها علم النفس التطوري. يعد ذلك المنهج الخاص بتفسير السلوك البشري تفسيرًا تطوريًا مناسبًا بالتحديد لتفسير النواتج الثانوية المعرفية للدين، وهو الأكثر شيوعًا بين علماء الدين المعرفي. وذلك بسبب التركيز على تفسير النواتج الثانوية وصفات الأجداد في علم النفس التطوري. أحد المفاهيم المهمة المرتبطة بهذا المنهج هو نمطية العقل، الذي يُستخدم لدعم الآليات الذهنية التي تعتبر مسؤولة عن المعتقدات الدينية. تقدم الأبحاث التي أجراها باسكال بوير وجاستن باريت أمثلةً مهمة للعمل الذي يندرج تحت هذا النموذج.
رغم ذلك، لا يتشارك جميع علماء الدين المعرفي هذه الالتزامات النظرية. إن النقاشات المستمرة حول المزايا النسبية للتفسيرات التطورية المختلفة للسلوك الإنساني تجد صدىً في علم الدين المعرفي مع نظرية الوراثة المزدوجة التي اكتسبت مؤخرًا تأييدًا بين الباحثين في هذا المجال، بمن فيهم أرمين غيرتز وأرا نورينزيان. إنّ الميزة المدركة لهذا الإطار النظري هي قدرته على التعامل مع التفاعلات الأكثر تعقيدًا بين الظواهر المعرفية والثقافية، ولكنها تكون على حساب التصميم التجريبي الذي يجب أن يأخذ في الاعتبار مجموعة أكبر من الاحتمالات.

## المفاهيم الرئيسية

### النتيجة الثانوية المعرفية
هي الرأي القائل بأن المعتقدات والممارسات الدينية يجب ألا تُفهم على أنها وظيفية، وإنما تولّدها الآليات المعرفية للبشر التي تكون وظيفية خارج سياق الدين. ومن الأمثلة على ذلك فرط نشاط جهاز الكشف عن الوكالة والمفاهيم الأقل تعارضًا مع الحدس أو عملية البدء التي تشرح البوذية والطاوية. تفسير النواتج الثانوية المعرفية للدين هو تطبيق لمفهوم عروة العقد spandrel (علم الأحياء) ومفهوم التكيف المسبق الذي اقترحه ستيفن جاي غولد من بين آخرين.

### المفاهيم الأقل تعارضًا مع الحدس
هي المفاهيم التي تتلاءم في الغالب مع الأفكار المسبقة للإنسان ولكنها تشذ عنها بطريقة ملفتة أو اثنتين. تكون هذه المفاهيم سهلة التذكر (بفضل العناصر المتعارضة مع الحدس) وسهلة الاستخدام (بفضل الانسجام الكبير مع ما يتوقعه الناس). وتشمل الأمثلة الأشجار الناطقة والوسطاء الروحانيين. يقول باسكال بوير أن العديد من الكيانات الدينية تنسجم مع هذه الفئة. أطلق يوبال على حقيقة أن الأفكار الأقل تعارضًا مع الحدس يتم تذكرها بشكل أفضل من الأفكار البديهية والأكثر تعارضًا مع الحدس اسم تأثير الحدس أو تأثير MCI.

### فرط نشاط جهاز الكشف عن الوكالة
يفترض العالم المعرفي جاستن باريت أن هذه الآلية الذهنية، التي تتمثل وظيفتها في تحديد نشاط الوكلاء، قد تسهم في الإيمان بوجود قوى خارقة للطبيعة. نظرًا للفشل النسبي في اكتشاف أي وكيل، توصف الآلية بأنها مفرطة النشاط، وينتج عنها عدد كبير من الأخطاء الإيجابية. ادعى ستيوارت غوثري وآخرون أن هذه الأخطاء يمكن أن تفسر ظهور المفاهيم الخارقة للطبيعة.

### التكيف الاجتماعي الإيجابي
وفقًا لما يذكره التكيف الاجتماعي الإيجابي عن الدين، ينبغي فهم المعتقدات والممارسات الدينية على أنها تمتلك وظيفة استنباط السلوك الاجتماعي الإيجابي المتكيّف وتجنب مشكلة الراكب الحر. ضمن علم الدين المعرفي، يتبع ريتشارد سوسيس هذا المنهج بشكل أساسي. ديفيد سلون ويلسون هو مؤيد بارز آخر لهذا المنهج ويفسِّر الدين باعتباره تكيّفًا على مستوى المجموعة، ولكن عمله يُعدّ عمومًا خارج نطاق علم الدين المعرفي.

### الإشارات القيّمة
هي الممارسات التي بسبب قيمتها المتأصلة يمكن الاعتماد عليها في تقديم إشارة صريحة فيما يتعلق بنوايا الوكيل. اقترح ريتشارد سوسيس أن الممارسات الدينية يمكن تفسيرها كإشارات قيّمة للتعبير عن الاستعداد للتعاون. وقد اتبع كريغ بالمر ولايل ستيدمان أسلوبًا مشابهًا في الجدل. من ناحية أخرى، ناقش جيسون سلون بأن التدين قد يكون إشارة قيمة تستخدم كإستراتيجية تزاوج طالما أن التدين هو بمثابة وكيل «لقيم الأسرة».

### الوراثة المزدوجة
في سياق علم الدين المعرفي، يمكن فهم نظرية الوراثة المزدوجة على أنها محاولة للجمع بين النواتج الثانوية المعرفية ونواتج التكيف الاجتماعي الإيجابي باستخدام المنهج النظري الذي طوره روبرت بويد وبيتر ريتشرسن من بين آخرين. النظرة الأساسية هي أن الإيمان بالكيانات الخارقة للطبيعة هو نتيجة ثانوية معرفية، لكن التقاليد الثقافية وظّفت هذه المعتقدات لتحفيز السلوك الاجتماعي الإيجابي. يمكن العثور على بيان دقيق لهذا المنهج في نظرية سكوت أتران وجوزيف هنريتش (2010) «تطور الدين: كيف تعمل النواتج الثانوية المعرفية واستنباطات التعلم التكيفي وعرض الطقوس والمنافسة الجماعية على توليد التزامات راسخة تجاه الديانات الاجتماعية الإيجابية».